# João de Lisboa
João de Lisboa (c.1470–1525), foi um piloto da carreira da Índia. Sobre ele sabemos que acompanhou Tristão da Cunha na viagem de 1506, explorou a costa do Rio da Prata (1511-1512). Acerca dele, diz Francisco Adolfo de Varnhagen:
Consignemos porém de passagem que com o Magalhães ia o piloto portuguez João de Lisboa, que já no Brazil havia estado antes, e que escreveu um livro sobre marinharia, cujo aparecimento seria talvez de trascendente importancia para a historia geographica.
Participou na expedição que o Duque de Bragança fez a Azamor, em 1513, que voltou à Índia com a armada de Diogo Lopes de Sequeira em 1518. Terá falecido durante a viagem da armada de Filipe de Castro ao longo da costa oriental africana, em 1525.
A sua celebridade não se deve contudo à participação nessas viagens, mas sim ao facto de lhe ser atribuída a autoria do Livro de Marinharia que contém um excelente atlas e o Tratado de Agulha de Marear, datado de 1514.

## Tratado de Marinharia
É composto pelo Breve Tratado de Marinharia que inclui o "Tratado da agulha de marear achado por João de Lisboa no ano de 1514";
- 8 fls. in. com tabelas quadrienais de declinação do Sol; 20 fls de pergaminho com um "Atlas Geográfico Universal";
- 1 fl. com o "regimento da declinação";
- 8 fls. com tábuas quadrienais da distância polar Norte do Sol.
- Roteiros desde a Europa até ao Extremo Oriente.

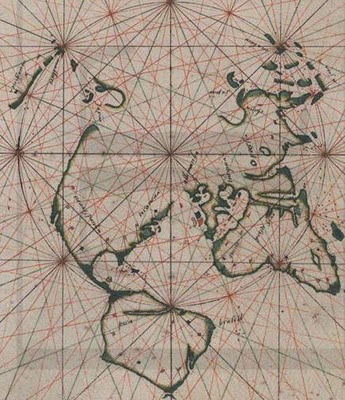
Globo de João de Lisboa (1470-1525) — excerto do Livro de Marinharia (1514)

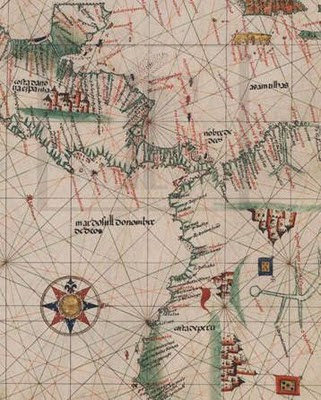
Castelos portugueses no Peru — Livro de Marinharia (1514)

As 20 cartas que constituem o Atlas são as seguintes:
- 1,ª carta: Terra Nova, Açores, Islândia, Inglaterra, Lisboa;
- 2.ª carta: América Central, Mar das Antilhas e noroeste da América do Sul;
- 3.ª carta: Mar das Antilhas, costa da América do Sul desde o Golfo de Maracaíbo ao Maranhão;
- 4.ª carta: costa da América do Sul, desde o Rio de Janeiro ao Estreito de Magalhães, com o Rio da Prata;
- 5.ª carta: costa desde o Maranhão Sul do Brasil;
- 6.ª carta: desde o nordeste brasileiro até ao extremo da África Ocidental;
- 7.ª carta: arquipélagos do Atlântico Sul;
- 8.ª carta: Atlântico Norte, com a Terra dos Bacalhaus, Islândia, Inglaterra, Lisboa, Safim e Ilhas Terceiras;
- 9.ª carta: Europa Ocidental;
- 10.ª carta: África Ocidental e extremo nordeste do Brasil;
- 11.ª carta: Golfo da Guiné;
- 12.ª carta: África Ocidental, do Equador ao Cabo da Boa Esperança;
- 13.ª carta: África Oriental, do Equador ao Cabo da Boa Esperança;
- 14.ª carta: ilhas do sudoeste do Índico;
- 15.ª carta: Mar Vermelho e Golfo Pérsico;
- 16.ª carta: costa do Golfo Pérsico até Ceilão;
- 17.ª carta: Extremo Oriente desde o Golfo de Sião até ao Japão;
- 18.ª carta: Golfo de Bengala;
- 19.ª carta: Insulíndia;
- 20.ª carta: esboço da Terra.

Encontra-se no Arquivo da Torre do Tombo (Colecção Cartográfica nº166), com a informação suplementar de que o texto é escrito sobre papel de Holanda e os mapas sobre pergaminho.
Os mapas constantes do tratado contêm inclusões, duas comentadas por Armando Cortesão na Portugaliae Monumenta Cartographica (1960) e que levaram a uma eventual datação posterior à data de 1514 constante no códice, pela mão do autor.

O texto constante do Tratado da agulha de marear é considerado de 1514 e foi reconstituído por Luis de Albuquerque em 1982. Nessa obra depreende-se, prima facies, que já havia o entendimento entre os navegadores, de que haveria uma relação entre a movimentação da agulha de marear, mais tarde designada bússola, e a longitude dos sítios por onde se passava. Tendo João de Lisboa chegado a postular a existência de um «meridiano vero», uma suposta linha em que a variação da movimentação da bússola, então chamada agulha de marear, seria nula. Essa teoria, colheu grande aceitação na época e continuou a ser perfilhada, ao engano, por vários navegadores, mesmo depois de D. João de Castro a ter refutado, em 1538.

## Família
João de Lisboa (c.1470 Labeyra(?), – c.1525) era filho de Pedro Machado Carregueiro (c.1427) e Branca Coelho (c.1445). Casou com Maria de Castro e tiveram uma filha Mécia de Andrade Machado (Carregueiro) que casou com Gonçalo Anes da Fonseca (ca.1475 Faro, Lagos, Portugal – ?) e que foram parentes de Marquesa Alves Machado.
Pedro Machado Carregueiro era filho de João Esteves Carregueiro.

## Problemas na datação
Estes mapas são pouco conhecidos e desafiam qualquer datação face à cronologia habitual dos descobrimentos.
Os mapas representam o Japão e logo são datados posteriormente à morte de João de Lisboa (c. 1525).
Os mapas referem a presença portuguesa no Peru, algo que não aparece em nenhum registo histórico oficial.
Dois mapas apresentam o Estreito de Magalhães, descoberto em 1520. Num caso o nome não é referido, no outro aparece adicionado, comprometendo a data de 1514 escrita pelo autor.

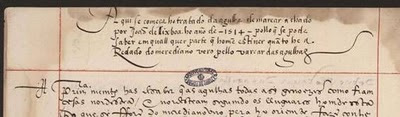
Livro de Marinharia de João de Lisboa (onde é assinada a data 1514)